# Región Central (Costa Rica)
La Región Central es una región socioeconómica de   Costa Rica. Abarca en su totalidad la provincia de Cartago y buena parte de las de San José, Alajuela y Heredia. Abarca un área de 10,669 km², siendo por lo tanto, la más grande y más densamente poblada de aquellas en que se subdividió el país. 
Esta región constituye el centro económico y político del país. Concentra el 65% de la población, es decir es la región más densamente poblada del país. Las principales actividades económicas son la agricultura de café, caña de azúcar, legumbres hortalizas tubérculos, frutas y la producción de leche. También es la zona con mayor desarrollo industrial y en ella se concentran la mayor cantidad de instituciones del país
Incluye los siguientes cantones: 
- Provincia de San José: San José, Escazú, Desamparados, Puriscal, Aserrí, Mora, Tarrazú, Goicoechea, Santa Ana, Alajuelita, Vázquez de Coronado, Acosta, Moravia, Tibás, Montes de Oca, Dota, Curridabat, León Cortés Castro, Turrubares.
- Provincia de Alajuela:  Alajuela (excepto el distrito de Sarapiquí), San Ramón (excepto el distrito Peñas Blancas), Grecia, Atenas, Naranjo, Palmares, Poás, Zarcero, Sarchí.
- Provincia de Cartago:  Cartago, Paraíso, La Unión, Jiménez, Turrialba, Alvarado, Oreamuno, El Guarco.
- Provincia de Heredia: Heredia, Barva, Santo Domingo, Santa Bárbara, San Rafael, San Isidro, Belén, Flores, San Pablo.

Limita con la Región Huetar Norte al norte, con la Región Huetar Atlántica  al este y con la Región Pacífico Central al oeste y  sur.

## Aspectos Físicos
El relieve de la Región Central, en su mayoría, lo constituye el valle Intermontano Central, conocido también como Graben o Depresión Tectónica Central.
Los Cerros de Ochomogo dividen al Valle Central en dos Valles: Valle Central Oriental o del Guarco (en la cuenca del río Reventazón y  Valle Central Occidental (cuenca del río Virilla).

## Aspectos Sociales
- Contiene el 65% de la población del país.
- En la Región Central se asentaron los primeros pobladores coloniales de Costa Rica; en el Valle del Guarco (Cartago), San José y Alajuela.
- Actualmente, la densidad de población es de 339,3 habitantes por km².
- Porcentaje de hogares pobres: 14,0 %.
- Pobreza Extrema: 2,3 %.

## Economía
- Sector Primario:
- El 7,4% de la población se dedica a este sector.
- La mayor concentración de fuentes de trabajo de este sector, se encuentran en las faldas del Volcán Irazú en Cartago.
- Sector Secundario:
- Se concentra el 25,5% de la población dedicada a la artesanía y, sobre todo, a la industria:
- La industria, opera  en zonas llamadas parques industriales y zonas francas como Cartago, La Uruca, Pavas, Curridabat y Zapote
- Sector Terciario:
- La mayor parte de la población se dedica a este sector.
- Este sector está constituido por las actividades que involucran servicios básicos como educación, salud, transporte, financieras, legales, entre otros.

## Problemáticas
Entre los principales problemas que afectan a esta región tenemos el crecimiento acelerado de la población, la falta de vivienda lo que genera la aparición de zonas marginales y tugurios. Problemas de contaminación ambiental, principalmente por el aumento de la flota vehicular y la contaminación de los ríos, tal es el caso del Río Virilla y sus afluentes, problemas de seguridad ciudadana, delincuencia, prostitución, narcotráfico y todos los problemas sociales generados por el desempleo y el aumento de los anillos de miseria, inundaciones por el mal estado de alcantarillado.
Cuando se presentan temporadas de lluvias muchos de los ríos se desbordan con facilidad provocando enormes inundaciones.